# McCalla

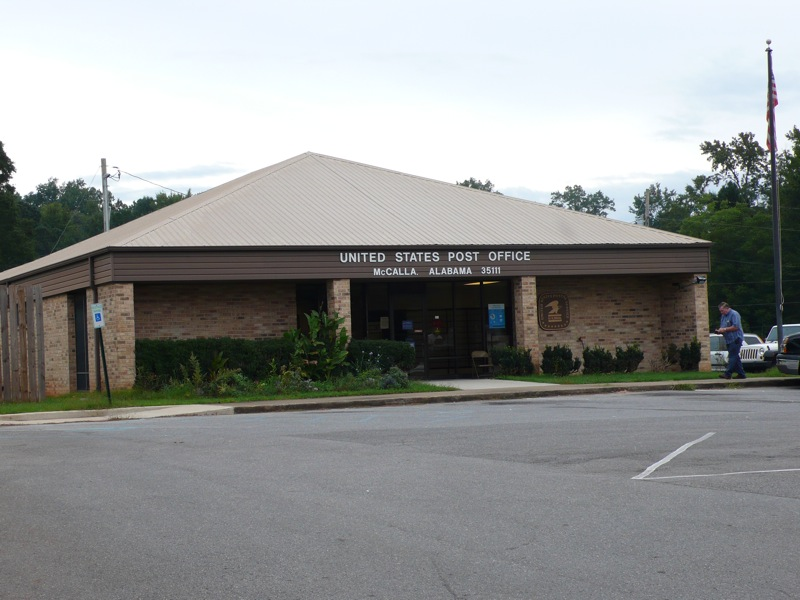
Escritório dos correios de McCalla

McCalla é uma comunidade não-incorporada situada nos condados de Tuscaloosa e Jefferson, Alabama, ao sul de Bessemer e é considerado o término meridional dos Montes Apalaches.
A região é conhecida pelo Parque Estadual Tannehill, que destaca um forno explodido do século XIX, o Museu do Ferro e Aço do Alabama, várias construções históricas, um cemitério para escravos, residências rústicas e um campo para acampamentos. O parque é sede para várias festividades ao decorrer do ano, incluindo o Festival Meridional do Saltério Apalache, campeonatos de arco-e-flecha e de uma recriação histórica da guerra civil americana.